# Pieve Santa Maria Assunta (Morra)
La Pieve Santa Maria Assunta  est une église catholique située à Morra, frazione de Città di Castello en Ombrie.

## Localisation
L'édifice est situé sur la place principale de Morra, frazione située à environ 14 km de Città di Castello, sur la route provinciale 104 menant à Cortone.

## Histoire
La piève a été construite, selon la tradition, sur les vestiges d'un ancien temple dédié à une déesse de la fécondité. Elle est mentionnée pour la première fois dans une bulle de 1126 et dans un traité de 1230 entre Pérouse et Città di Castello comme « une des trente pievi du diocèse Tifernate dependant de l'abbaye voisine de Santa Maria di Petroia ».
Au cours du jubilé de 1625, le pape Urbain VIII concède à l'église le privilège d'archiprêtré et à son curé le titre de chanoine surnuméraire.

## Description

### Extérieur
Le corps principal, restructuré à diverses reprises, complété latéralement par un clocher « à voile », présente un  toit  à double pente et une façade à fronton triangulaire sur laquelle s'ouvre  un  grand  porche, surmonté d'un tympan, unique trace de la construction romane originale. Ce tympan est lui-même surmonté d'une grande ouverture.

### Intérieur
L’intérieur de l'édifice comporte une seule nef de forme rectangulaire, couverte par une toiture charpentée (en italien : a capriate) et complétée par une abside semi-circulaire

## Œuvres
- Fonts baptismaux (XVIIIe siècle)
- Deux peintures sur toile datant du XVIIe siècle:
  - Notre-Dame de Lorette entre saint Antoine de Padoue et un saint prêtre ;
  - Notre Dame des Grâces entre les saints François, Paul, Antoine de Padoue et Dominique (1633)

## Source
(it) Simona Beccari et Silvia Palazzi, La valle del Nestore : Morra, Stampa Artegraf pour la commune de Città di Castello, octobre 2006